# Whitney Seismograph Vault No. 29
Le Whitney Seismograph Vault No. 29 est un bâtiment scientifique américain dans le comté d'Hawaï, à Hawaï. Situé à l'ouest de la Volcano House, au sein du parc national des volcans d'Hawaï, cet édicule de 1912 à moitié souterrain a abrité un sismographe utilisé par l'observatoire volcanologique d'Hawaï jusqu'en 1961. Il est inscrit au Registre national des lieux historiques depuis le 24 juillet 1974.